# 帕拉佐卡纳韦塞
帕拉佐卡纳韦塞（義大利語：Palazzo Canavese），是意大利都灵省的一个市镇。总面积5平方公里，人口855人，人口密度171.0人/平方公里（2009年）。ISTAT代码为001177。
卡纳韦塞宫与以下城市接壤：博伦戈、皮韦罗内、马格纳诺、阿尔比亚诺德伊夫雷亚和阿泽利奥。